# 荒木秀一
荒木 秀一（あらき しゅういち、1964年1月10日 - ）は、日本人唯一で初の現役・米国FUGITIVE RECOVERY AGENT（逃亡者逮捕連行捜査官）通称バウンティハンター、犯罪プロファイリング士。ほか著作家、講師、コメンテーター、コラムニスト、脚本家、映画プロデューサー。

## 人物
現役の米国捜査官（FUGITIVE RECOVERY AGENT）。15年間で50人余りの指名手配者を逮捕した。武術は逮捕術の応用のために、ロシアにてコマンドサンボを習得。射撃をこよなく愛す。幼少の頃からアーチェリーも経験していて射的は得意とする。

## 経歴
東京都渋谷区出身。高校を中退して16歳から私立探偵事務所を設立して活動。1994年に渡米。
映画製作に携わりたいが為に２１歳で生まれつき望まぬ俳優としてテレビドラマの端役として数多く出演。現場ではFATEのような巡り合わせであった大御所俳優の根津甚八氏にスカウトされてのスグに付き人従事。大御所なる五社監督作品『吉原炎上』、つかこうへい氏原作実写版『この愛の物語』などに携わり、ほか数多くの映画関係者に出会いにてのいきなりメジャー映画プロデューサーとして認められ活動。東映プロデューサーとして高倉健氏ほか大スターをスターダムにのし上げ会社を創り上げたと云っても過言ではない吉田達氏やほぼタッグマッチしていた前田勝広プロデューサーに其れ其れ他界されるまでの往年までも目をかけられて多数に映画稼業へと携わる。前田氏が製作した数多の「四季奈津子」「レイプ」「サード」「マノン」「湾岸道路」「愛はクロスオーバー」「化身」ほか素晴らしき女性映画作品の殆どが映画祭などあらゆる受賞を授かっている。お二人様々ともに素晴らしき日本を代表する最高峰フィルメーカーな重鎮で御座いました。
２９歳からは、アメリカでバウンティハンター（FUGITIVE RECOVERY AGENT）のセミナーを受けてライセンスを取得。日本での長年の探偵経験を活かして活動を始める。1999年には旅先で訪れたインドネシアのバリ島で、犯罪者を立件してその現場能力を現地警察本部に買われスカウト。日本人初の東南アジア警察アンダーカバーコップ（潜入捜査官）としても従事。だが、同時期にインドネシア広域で暴動が勃発。情勢の悪化のために、再渡米してFUGITIVE RECOVERY AGENTの活動再開。
2002年に一時日本帰国して、数多くの体験を月刊PLAYBOY日本版（集英社インターナショナル）誌上にて連載執筆。加筆した単行本も同社から発売。コミックスの原作・監修依頼も舞い込み取り組む。各メディアでは犯罪プロファイラーの力量を活かして、コメンテーターも行う。。
2003年、国際指名手配されている連邦犯罪人を捜査するためにパキスタンのイスラマバードへ潜入。
2006年初頭からは、警視庁に協力。全日本民間警察を編成。他国のみならず、凶悪犯罪に立ち向かっている。
2007年より、ガル探偵学校にてプロフェッショナルコースの独占講師を行う。2008年、カリフォルニア州に公式捜査機関SIAを設立。後進の指導、輩出も行う。
2010年、コミックス原作『バウンティハンター』が実写映画化。スーパーバイザーも務める。2011年に1&2のDVD化（GPミュージアムソフト）
2013年、SIA探偵塾〜社会適合人間育成スクールを開塾。
2023年から、約１６年ぶりに映画製作産業界へ復帰してInternationalプロデューサーとして作品を数本準備中。日本は基より中国でもエンターテインメント産業界での活動中。

## 出演番組

### レギュラー出演
- 新知識階級クマグス（TBS）

### ゲスト出演
- ニュースの森（TBS）
- ミライ（フジテレビ）
- ワイドスクランブル〜特捜ウイークエンドサイト（テレビ朝日）
- 緊急サバイバル特番!迫るテロ!幼児誘拐!家族を守れスペシャル（テレビ朝日）
- Leader's How to BOOK（テレビ朝日）
- ウソホンティ（フジテレビ）
- CUBE（TBSラジオ）
- サイトウ カズミの爆発ナイト（文化放送）
- テリー伊藤のってけラジオ（ニッポン放送）
- PLATON（J-WAVE FMラジオ）
- 特ダネホットライン（ニッポン放送）
- ノブナガ（CBCテレビ）
- 面白い八人延長戦（CSフジテレビONE）
- やじうまテレビ（テレビ朝日）
- あいせき居酒屋くだまき八兵衛X（テレビ東京）
- 世界まる見え特捜部！やらかしちゃってる人大集合SP（日本テレビ）
- 千原ジュニアのまぶしいチカラ（毎日放送）
- 解禁！暴露ナイト（テレビ東京）
- おとこラジオ・NACK5（FM埼玉）
- 谷五郎の心にきくラジオ（ラジオ関西）
- HYPER RADIO・NACK5（FM埼玉）
- 森本毅朗スタンバイ（TBSラジオ）
- 田村淳のアツシの知らない世界(スカイパーフェクトTV)
- ピタッとテレビ(生放送ネットチャンネル)
- 電話占いマヒナ～今すぐあやかりたい！幸せ術（生放送YouTubeチャンネル）
- ワイドスクランブル報道特番～犯罪コメンテーター（ＴＢＳ）
- 有吉ジャポン２（ＴＢＳ）
- バベル裁判所～重要指名手配犯「八田與一」の居場所を聞いてみた（YouTubeチャンネル）

### テレビドラマ出演
- あぶない刑事（日本テレビ）
- 火曜サスペンス劇場（日本テレビ）
- 誇りの報酬（日本テレビ）

## 作品リスト

### 漫画原作
- バウンティハンター逃亡者逮捕連行捜査官（スーパージャンプ 集英社、漫画：里見桂）原案・監修
- 追い込み屋銀次（新潮社コアミックス、構成：上之二郎、漫画：佐藤良治）原案・監修
- バウンティハンター（新潮社コアミックス、漫画：中祥人）原作

### 主著
- バウンティハンター〜日本人ただひとり殺しのライセンスを持つ男（集英社インターナショナル）

### 著作協力
- 全国ヤクザ業界地図（バンブームック竹書房）
- 007ダイアナザーデイ (映画) 劇場公開パンフレット（20世紀FOX映画）推敲
- ドミノ (2005年の映画) 劇場公開パンフレット（UIP映画）推敲

### 映像化作品
- バウンティハンター（2011年、主演：松田優）全2作 原作